# Santokhgarh
Santokhgarh – miasto w północnych Indiach w stanie Himachal Pradesh, w zachodnich Himalajach.
Populacja miasta w 2001 roku wynosiła 8304 mieszkańców.